# Rex, le cheval démon
Pour plus de détails, voir Fiche technique et Distribution.
Rex, le cheval démon (The King of Wild Horses) est un western muet américain réalisé par Fred Jackman, sorti en 1924.

## Fiche technique
- Titre original : The King of Wild Horses
- Titre français : Rex, le cheval démon
- Réalisation : Fred Jackman
- Scénario : Carl Himm et Hal Roach
- Société de production : Hal Roach Studios
- Pays d’origine :  États-Unis
- Genre : Western
- Date de sortie :
  - États-Unis : 6 avril 1924

## Distribution
- Rex : Rex, l'étalon sauvage
- Edna Murphy : Mary Fielding
- Léon Bary
- Charley Chase